# ピタ・ハニンテャス・メンタリ
ピタ・ハニンテャス・メンタリ（英語: Pitha Haningtyas Mentari、1999年11月12日 - ）は、インドネシアの女子バドミントン選手。

## 経歴
2017年の世界ジュニア選手権では、混合ダブルスでリノフ・リファルディとペアを組んで金メダルを獲得した。
プロとなってからは混合ダブルスのみに専念し、BWF世界ランキングは最高で9位まで到達した。